# Modellraketensport
Mit Modellraketensport bezeichnet man sportliche Wettkämpfe mit Modellraketen. Der Modellraketensport ist in Westeuropa wenig verbreitet, hingegen in den Staaten Osteuropas wie Polen, Tschechien, der Slowakei oder Bulgarien sehr beliebt.

## Wettbewerbsarten
Im Zuge des Modellraketensports werden verschiedene Wettbewerbe geflogen. Die häufigsten sind:
Höhenwettbewerbe
Hier geht es um die größte erreichte Flughöhe. Diese wird elektronisch mit barometrischen Höhenmessern gemessen. Diese bieten vor allem organisatorische Vereinfachungen, allerdings erhöhen sie das Gewicht der Rakete und werden vom Wetter beeinflusst. Traditionell wurde die Höhe mit Theodoliten gemessen. Dazu stoßen die Raketen am Gipfelpunkt gemeinsam mit dem Bremsband ein Farbpulver aus. Die resultierende Wolke kann leichter angepeilt werden, allerdings hängt die gemessene Höhe davon ab, ob es auch gelingt den Ausstoß genau am Gipfelpunkt durchzuführen.
Die meisten Reglements sehen bei Höhenwettbewerben inzwischen Mindestgrößen der Raketen vor. Auf diese Weise wird durch einen erhöhten Luftwiderstand die Flughöhe begrenzt. In der Vergangenheit hat es sich oft als problematisch herausgestellt, Raketen die z. T. nicht viel größer als ein Bleistift sind, in Flughöhen von bis zu einem Kilometer visuell zu verfolgen.
Flugdauerwettbewerbe
Das Ziel von Flugdauerwettbewerben besteht darin, die Rakete möglichst lange, oder manchmal auch eine vorher bestimmte Zeit, in der Luft zu halten. Dazu werden vor allem die Flughöhe, die Größe des Fallschirms und das Gewicht der Rakete optimiert. Es werden auch Varianten geflogen, bei denen die Rakete mit einem Strömer oder mittels Drehflügel über Autorotation geborgen werden.
Scalewettbewerbe
Scalemodelle sind maßstabsgetreue Modelle von real existierenden Vorbildern, die meist in Raumfahrt oder Militär ihre Anwendung finden. Bewertet wird hierbei vor allem die Detailtreue, die mit entsprechender Dokumentation nachgewiesen werden muss. Auch der vorbildgetreue Flug fließt in die Bewertung ein.
Raketengleiter
Das Ziel der Raketengleiter, welche sich nach dem Start mit Raketenmotor wie Segelflugzeuge verhalten, ist es entweder eine möglichst lange Flugdauer oder die möglichst präzise (zeitlich und räumlich) Landung an einem Punkt. Letzteres wird mit ferngesteuerten Gleitern unternommen.

## Reglemente
Es gibt verschiedene Reglemente, die z. B. von Verbänden, Vereinen und Veranstaltern aufgestellt werden. Am bekanntesten sind weltweit das Regelwerk der amerikanischen National Association of Rocketry (NAR), der U.S. Model Rocket Sporting Code (auch „Pink Book“ genannt), und das der Fédération Aéronautique Internationale (FAI), der FAI Sporting Code.

### NAR Sporting Code
Das „Pink Book“ der amerikanischen NAR zählt 25 Klassen, darunter Höhen- und Flugdauerwettbewerbe, Scale- und Nutzlastklassen. Die Anfänge gehen dabei bis auf das Jahr 1959 zurück. Das Pink Book war auch Vorbild für den Modellraketen-Sporting-Code der FAI.

### FAI Sporting Code
Der FAI Sporting Code sieht derzeit folgende Klassen vor:
- S1: Wettbewerbe bezüglich der Flughöhe
- S2: Lastmodell-Wettbewerb (Höhenflug)
- S3: Wettbewerbe bezüglich der längsten Flugdauer des Modells inklusive Landung am Fallschirm
- S4: Wettbewerbe bezüglich der Flugdauer von Raketengleitern
- S5: Höhenflugwettbewerb mit vorbildgetreuen Modellen (Scale)
- S6: Wettbewerbe bezüglich der längsten Flugdauer des Modells inklusive Landung am Strömer
- S7: vorbildgetreue Raketenflugmodelle (Scale)
- S8: funkgesteuerte Raketengleiter
- S8E/P: funkgesteuerte Raketengleiter mit Ziel- und Zeitlandung
- S9: Drehflügler-Flugdauerwettbewerbe
- S10: Flex-Wing-Flugdauerwettbewerbe
- S11/P: Raketenflugzeugmodelle und Raumfahrzeuge
- S12/P: Flugdauer-Dreikampf-Wettbewerb

Die meisten Klassen werden noch in einzelne Unterklassen weiter unterteilt. So handelt es sich zum Beispiel bei der Klasse S1B um Höhenmodelle, deren Motorisierung einen maximalen Impuls von 5 Ns, also Impulsklasse „B“, besitzen darf.

### IMR-Modellraketensport-Kodex
Das deutschsprachige „Green Book“ der Interessengemeinschaft Modellraketen (IMR) beinhaltet 7 Modellraketensport-Wettbewerbsklassen: Beschleunigungsrennen (Drag Race), Langzeitflug, Designs, Nutzlast (Payload), Höhenrekord, Bergung und Super Rocs. Die Regeln sind bewusst einfach gehalten und es steht der Spaß am Fliegen im Vordergrund. Die Wettbewerbsklassen verstehen sich auch zur Ergänzung zu bereits bestehenden Modellraketen-Wettbewerbsreglements.

## Wettbewerbe
- EuRoC – European Rocketry Challenge[4]
- Sazená Cup
- Spaceport America Cup[5]